# Suicide Is Painless
Clip vidéo
Johnny Mandel — Suicide Is Painless (audio)
Suicide Is Painless est la chanson thème du film américain M*A*S*H (1970) et, dans une version instrumentale, de la série télévisée M*A*S*H (1972–1983).
La musique a été composée par Johnny Mandel. Les paroles utilisées dans le film ont été écrites par Mike Altman, le fils de 14 ans du réalisateur du film M*A*S*H Robert Altman.

## Accolades
La chanson (dans la version originale du film M*A*S*H) est classée 66e dans la liste des « 100 plus grandes chansons du cinéma américain » selon l'American Film Institute (AFI).

## Version des Manic Street Preachers
En 1992, la chanson a été reprise par le groupe de rock alternatif britannique Manic Street Preachers. Sa version a été publiée en single. Elle a atteint la septième place des classements britanniques, passant trois semaines au Top 10, et attribue au groupe son tout premier single classé au Top 10.